# トースティー
トースティー（英語: Toastie,9月19日 - ）は、日本の芸術家、パフォーマンスアーティスト、歌手、女優、詩人、映像作家。本名、年齢等は非公表。
1998年頃オーストラリアでトーストガール（英語: Toast Girl）としてステージライブをスタート。帰国後、複数の名義でのパフォーマンスライブをはじめ自身の音楽ビデオ製作、DJ、脚本、声の仕事など独自の活動を国内外で行う。

## 来歴

### 出生から現在の活動まで
長野県で精密機械の会社を営む家庭に一男二女の次女として生まれた。アーティストのSputniko!（スプツニ子！）は母方の親戚である（1995年頃いとこの婚姻により親戚となった）。
幼少期から高校生までを長野県諏訪市で過ごし、高校卒業後オーストラリアシドニー工科大学付属カレッジを経て、メルボルン工科大学美術科（RMIT. Art & Desigin Department)に進学。大学在学中、オーストラリアの大自然に感銘を受け地球環境問題に対して敏感になり悩んだ挙句、頭上にポップアップトースターをのせてパンを焼く自己発電行為を突発的に敢行したことにより自身の表現活動に対して肯定的になっていった（後に、当初は表現ではなく自己セラピーだったと本人は語っている）。
この頃より「トーストガール」としてメルボルンの新聞等に取り上げられその呼び名が定着した。2001年帰国後『たけしの誰でもピカソ』、『トゥナイト2』など複数のTV番組や雑誌メディアに登場したことで話題となり、メルボルンで録音した音源「POP」をリリースするに至った。その後、両足に履いた掃除機に乗って空を飛ぶビデオクリップなどを制作。トースティー（toastie）の名はその頃からの日常的なニックネームとなり、一般的な呼び名となった。
その後も、名義もルックスも違う約10名のキャラクター（分身）を場面に応じて演じ、神出鬼没のパフォーマンスを無鉄砲に繰り広げる。そのうちの一人、タワシをマイクに哀愁を謳う「東京タワーC子」は、2006年頃より新宿ゴールデン街「シャンソンBARソワレ」にて火曜日のママを担当する。また別名義の一人、両手がフランスパンの女「バゲットバルドー」(Baguette Bardot)は、海を越え2010年、フランスデビュー、かのブリジット・バルドーの名曲"La Madrague"（ふたりの夏にさようなら）をフランス名画でパロディ化したビデオクリップは、YouTube再生回数300万回を越える。
思いつくアイデアを突発的に体現するため、そのパフォーマンスは、コンセプトや言語を大々的に謳うよりも感覚的視覚的で瞬発的実験的な伝達表現となり時に無自覚な危険をも孕むことも多い。表現の一部として、美術家としてのギャラリーでの作品展示や実験的作品の発表も多数存在する。また、歌手としては自身のパフォーマンス音楽CDの制作ほか、企画CDへの参加、さらに2010年頃より新進気鋭のJAZZミュージシャン等とライブ活動も行っている。
2009年より武蔵野美術大学空間演出デザイン学科の非常勤講師に就任。

### トースティーから生まれた分身たち
- トーストガール：電話線の赤毛にポップアップトースター付のヘルメットをかぶり、歌いながら頭上でパンを焼く。乗り物は両足に履く掃除機「スーパーサッカー」。パフォーマンス活動を始めた起点となっている。
- 東京タワーC子：たわしをマイクに哀愁を謳う忘れられた歌手、DJ、タワシヒーラー。東京タワー建設の1958年にデビュー。本名：東束子（アズマタバコ）。
- パルマ先生：顔ス研究所代表（顔面エクササイズを推奨する研究所／日本顔学会認定）。
- イザベラ・トスティータ：主に顔で踊るフラメンコダンサー。
- 天月うらら：相談鑑定家、街角占い師。
- バゲット・バルドー：両手がフランスパンの女。2009年フランスで公演及びテレビ出演、2010年CD＋DVDBOXセットを現地発売。2013年にはスイス、ローザンヌ市のフェスティバルに招待出演（以降、フレンチ変容シリーズ「フレンチメタモルフォーゼ」として、バルタン☆シルビー、蚊トリ・ドヌーヴ、じぇ〜んぶ・バンキンなど）。
- 熱海宝子：新宿を中心に活動するフリージャズバンド「秘宝感」の(秘)担当、歌や脚本衣装等担当。
- ピンキーザスマイル、クレオパトカー、2丁目のグッキーなど、写真でしか作品になっていない分身もいる。

すべてのキャラクターは全員どこかに同時に共存するという。

## 楽曲
TOASTGIRL名義
- 怪獣のバラード（シングル、2001年11月21日）- ホッピー神山プロデュース。
- おはしベスト（アルバム、2003年12月17日）
- シャンソン・ポピュレール（オムニバスアルバム「CLO CLO MADE IN JAPAN」参加、2008年4月2日）
- トーストガールベスト（アルバム、2009年7月29日）

Baguette Bardot名義
- Best of Baguette Bardot（CD+DVDアルバム、2010年）

秘宝感名義
- HIHOKAN（アルバム、2011年3月30日）

## インタビュー
- The toast-ess with the mostess: An interview with Toast Girl（CNN Travel英語版） - ウェイバックマシン（2020年8月9日アーカイブ分）
- パン女： トーストガールにインタビュー（CNN Travel日本語版） - ウェイバックマシン（2020年8月9日アーカイブ分）